# Dayshalee Salamán
Dayshalee Salamán (Carolina, 17 agosto 1990) è un'ex cestista portoricana.

## Carriera
Con Porto Rico ha disputato i Campionati mondiali del 2018.